# Tall Peak Fire Tower
La Tall Peak Fire Tower est une tour de guet du comté de Polk, dans l'Arkansas, aux  États-Unis. Construite vers 1938 dans les montagnes Ouachita, elle est protégée au sein de la forêt nationale d'Ouachita. Elle est par ailleurs inscrite au Registre national des lieux historiques depuis le 20 octobre 1993.